# 三保幹太郎
三保 幹太郎（みほ かんたろう、1890年8月 - 1947年12月12日）は、日本の実業家。広島県安芸郡仁保島村（現在の広島市南区仁保）出身。神戸第一中学校を経て神戸高等商業学校を卒業。ジャズミュージシャンでカーレーサーの三保敬太郎の父親。
日産コンツェルンの創始者鮎川義介の懐刀として、満州重工業開発理事や日本コロムビア社長、日産自動車専務などを歴任した。
1941年に建築された品川区西大井の私邸は志高荘と呼ばれ戦後は東芝会館として使われた。戦後に公職追放を受け、脳溢血で死去。